# Улица Анатолия Сергеева
У́лица Анато́лия Серге́ева (иногда также улица Геро́я Анато́лия Серге́ева) — одна из основных улиц исторического района Коса в центральной части Астрахани. Начинается от улицы Пугачёва у пешеходной Петровской набережной Волги и идёт с северо-востока на юго-запад вдоль реки параллельно улице Максима Горького. Пересекает улицы Дантона, Энзелийскую и Лейтенанта Шмидта и заканчивается у Бульварного переулка.

## История
До революции улица называлась Банной, это название было утверждено в 1837 году и сохранялось до 1920 года, когда она была переименована в Народный бульвар (встречалась также форма названия Народобульварная улица). В 1964 году название было изменено вновь — горисполком переименовал её в честь астраханца Анатолия Андреевича Сергеева, Героя Советского Союза.
В августе 2021 года администрация Астрахани внесла улицу Анатолия Сергеева вместе с ещё 27 улицами в перечень автомобильных дорог общего пользования, не отвечающих нормативным требованиям. В январе 2022 года был утверждён проект капитального ремонта улицы и продление её от нынешнего тупика в Бульварном переулке до проспекта Губернатора Анатолия Гужвина. Продление улицы соединит Косу с Эллингом и уменьшит трафик на Адмиралтейской улице. Также проект предусматривает сооружение ливневой канализации. Общая стоимость работ оценивается в 124,3 млн рублей, из которых 106,75 млн рублей выделит федеральный бюджет. В том же году озвучивались планы расширить пешеходную зону на Анатолия Сергеева.

## Застройка
- дом 9/1 —  памятник архитектуры Дом жилой (вторая половина XIX в.)
- дом 13/14 —  памятник архитектуры Дом В. И. Бойко (построен в конце XIX в., перестроен в 1915 г.)
- дом 16/4/15 —  памятник архитектуры Дом Кононова (1881 г.)
- дом 17/5 —  памятник архитектуры Усадьба В. С. Сторожева (1909 г.)